# Château des comtes de Ludres
Le château des comtes de Ludres est un ancien château situé à Ludres, dans le département de Meurthe-et-Moselle.

## Histoire

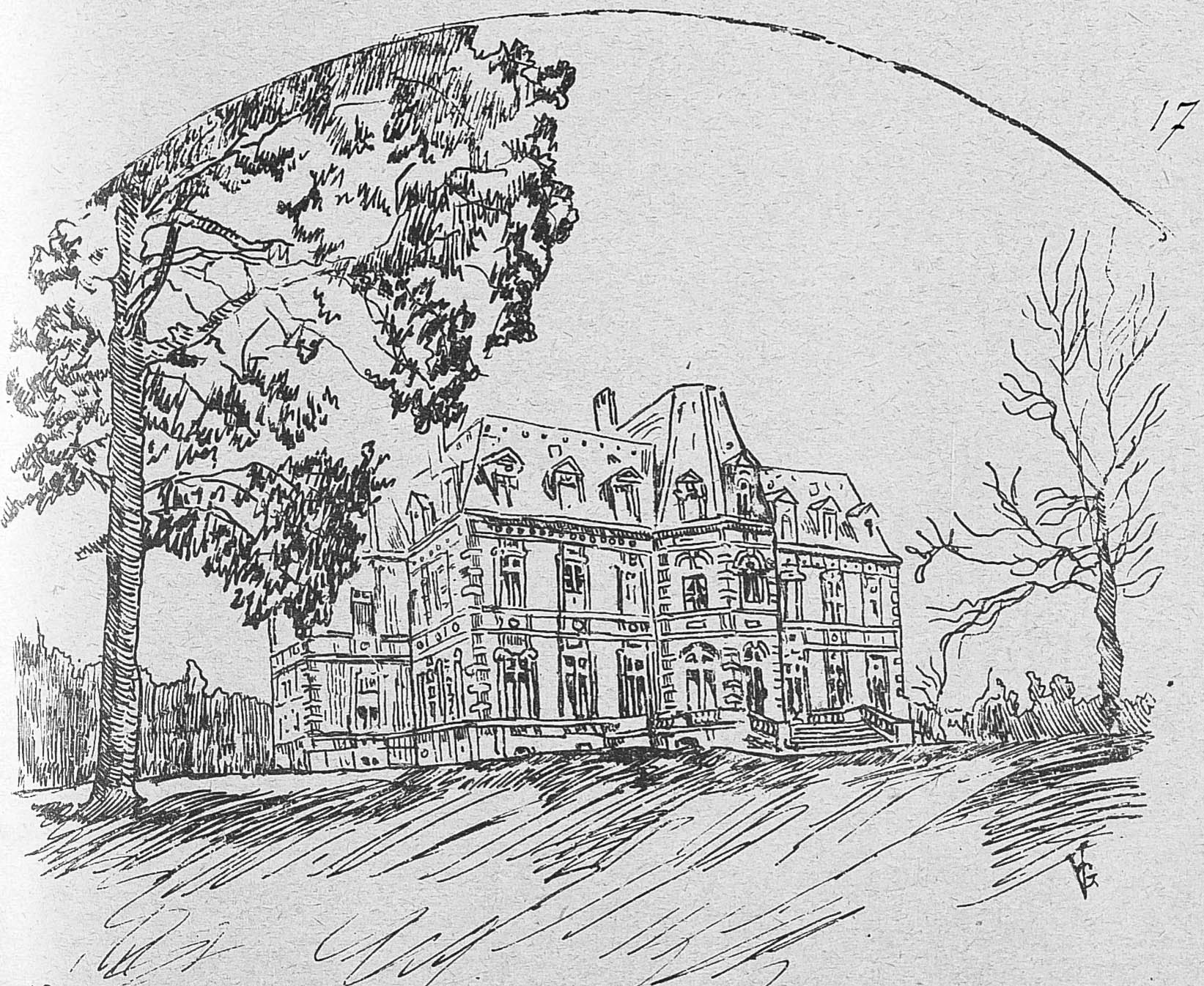
Le château de Ludres, planche de La Lorraine artiste, 1894. Bibliothèque municipale de Nancy.

Ferri de Frolois épouse Cécile d'Amance, veuve du chevalier Perron, seigneur de Ludres. Une maison forte, un moulin, des prés, des champs, des vignes et les serfs attachés à cette terre sont achetés à Jean de Bures, Ferri de Frolois devient le seigneur du territoire. 
Durant les guerres de religion, une armée protestante et catholique s'engagent dans une bataille autour du confluent de la Moselle et du Madon. Entre le 8 et 12 septembre 1587, le duc de Guise et son état-major résident dans le château de Ludres avant de partir pour Toul. En octobre 1635, au cours de la guerre de Trente Ans, plusieurs Ludréens vont mourir, certains se réfugient dans le château en attendant que les suédois se retirent et aillent participer au pillage de Saint-Nicolas-de-Port.